# Dylan Littlehales
Dylan Littlehales (nascido em 2 de novembro de 1999) é um paracanoísta australiano. Representou seu país nos Jogos Paralímpicos de Verão de 2016 no Rio de Janeiro, onde ficou em sexto na semifinal da prova KL3, de 200 metros, e não se classificou à final.
É integrante do Avoca Kayak Club.